# Phellinus weirianus
Phellinus weirianus är en svampart som först beskrevs av Giacopo Bresàdola, och fick sitt nu gällande namn av Robert Lee Gilbertson 1972. Phellinus weirianus ingår i släktet Phellinus och familjen Hymenochaetaceae.   Inga underarter finns listade i Catalogue of Life.